# إيرنيستو فارغاس
إيرنيستو فارغاس (بالإسبانية: Ernesto Vargas)‏ (1 مايو 1961 في الأوروغواي - ) هو لاعب كرة قدم أوروغواني في مركز الوسط. شارك مع منتخب الأوروغواي تحت 20 سنة لكرة القدم ومنتخب الأوروغواي لكرة القدم. أما مع النوادي، فقد لعب مع الجامعي دي بيرو وبنيارول وريال أوفييدو وليغا دي كيتو وناسيونال مونتيفيديو.

## وصلات خارجية
- إيرنيستو فارغاس على موقع الاتحاد الدولي (مؤرشف)  (الإنجليزية)
- إيرنيستو فارغاس على موقع الاتحاد الأوربي (الإنجليزية)
- إيرنيستو فارغاس على موقع قاعدة بيانات كرة القدم.إي يو (الإنجليزية)
- إيرنيستو فارغاس على موقع ناشيونال فوتبول تيمز (الإنجليزية)
- إيرنيستو فارغاس على موقع عالم كرة القدم.نت (الإنجليزية)